# Liriomyza urophorina
Liriomyza urophorina is een vliegensoort uit de familie van de mineervliegen (Agromyzidae). De wetenschappelijke naam van de soort is voor het eerst geldig gepubliceerd in 1894 door Mik.